# 113 (Fenur)
El servicio 113 es un recorrido de buses urbanos de la ciudad de Gran Valparaíso. Opera entre el Sector Troncos Viejos en la comuna de Villa Alemana pasando por el Sector de Belloto 2000 en la comuna de Quilpué y el sector de Playa Ancha en la comuna de Valparaíso.
Forma parte de la Unidad 1 del sistema de buses urbanos de la ciudad de Gran Valparaíso, siendo operada por la empresa Fenur S.A.

## Zonas que sirve
|  | Villa Alemana |
|  | Quilpué       |
|  | Viña Del Mar  |
|  | Valparaíso    |

## Recorrido[1]
| - Villa Alemana - Alcalde Gandulfo - Cuarta - Alcalde Alejandro Peralta - Jazmin Del Cabo - Andrómeda - Mozart - Beethoven - Ojos De Agua - 20 de Enero - Quilpué - Ramón Ángel Jara - Gregoria - Av. Perú - Av. V Centenario - El Ocaso - Inhem - Peñuelas - Baden Powell - Av. V Centenario - Jotabeche - Av. Los Carrera - Pedro Aguirre Cerda - Recoleta - Marga Marga - Blanco Encalda - San Martín - Freire - Blanco Encalda - Av. Diego Portales - Av. Los Carrera - Camino Troncal - Viña Del Mar - Camino Troncal - 1 Norte - Puente Casino - Av. La Marina - Av. España - Valparaíso - Av. España - Av. Errázuriz - Plaza Aduana - Antonio Varas - Av. Altamirano - Caleta Membrillo - Av. El Parque - Av. Playa Ancha - Galvarino - Alcalde Barrios | - Valparaíso - Alcalde Barrios - Galvarino - Av. Playa Ancha - Av. El Parque - Caleta Membrillo - Av. Altamirano - Av. Antonio Varas - Plaza Aduana - Av. Errázuriz - Av. Brasil - Av. Argentina - Av. España - Viña Del Mar - Av. España - Av. La Marina - Puente Ecuador - 1 Norte - Camino Troncal - Quilpué - Camino Troncal - Av. Los Carrera - Jotabeche - Av. V Centenario - Baden Powell - Peñuelas - Inhem - El Ocaso - Av. V Centenario - Av. Perú - Gregoria - Ramón Ángel Jará - Villa Alemana - 20 de Enero - Ojos De Agua - Beethoven - Mozart - Andrómeda - Jazmín Del Cabo - Alcalde Alejandro Peralta - Cuarta - Alcalde Gandulfo |